# بوسه پیش‌از مرگ (فیلم ۱۹۹۱)
بوسه پیش از مرگ (به انگلیسی: A Kiss Before Dying) فیلمی محصول سال ۱۹۹۱ و به کارگردانی جیمز دردین است. در این فیلم بازیگرانی همچون مت دیلون، شان یانگ، ماکس فون سیدو، داین لد، جیمز روسو، بن برودر، جیم فایف، شین ریمر، اد-راک ایفای نقش کرده‌اند.